# Dendropsophus bromeliaceus
Dendropsophus bromeliaceus o rana arbórea bromelia de Teresensises es  un anfibio que se distribuye en Brasil. Los científicos lo han visto solamente en las montañas de la Reserva Biológica Augusto Ruschi.